# تیرانداز (مجموعه تلویزیونی)
تیرانداز (انگلیسی: Teerandaz) (با نام سابق Aar Ya Paar) مجموعه اینترنتی اکشن دلهره‌آور به زبان هندی است که نویسندگان آن سیدارت سنگوپتا، آویناش سینگ، ویجی نارایان ورما بوده و کارگردانی این مجموعه را سیدارت سنگوپتا، انکوش موهلا، گلن بارتو، نیل گوها بر عهده داشتند، بازیگران اصلی آن آدیتیا راوال، سومیت ویاس، پاترالکا، اشیش ویدیارتی و شیلپا شوکلا هستند.